# Henri I. de Lorraine, duc de Guise

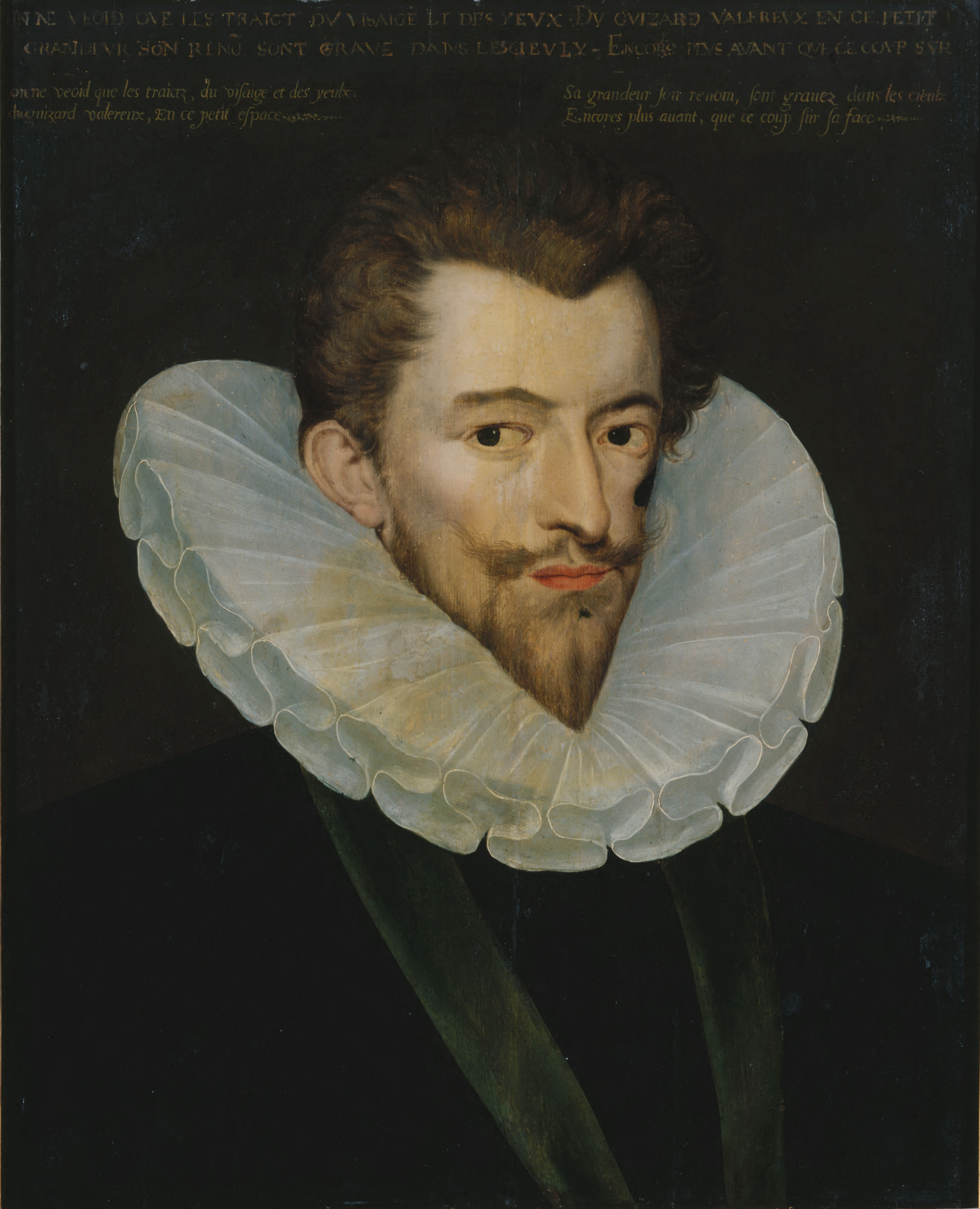
Porträt des Heinrich von Guise im Musée Carnavalet, Paris (unbekannter Maler)

Henri de Guise, deutsch Heinrich von Guise (* 31. Dezember 1550; † 23. Dezember 1588), auch Le Balafré (deutsch „das Narbengesicht“) genannt, war der älteste Sohn von François de Guise aus dem Haus Guise, einer jüngeren Linie des Hauses Vaudémont, der seit 1483 regierenden Herzöge von Lothringen, und der Anna d’Este. Er folgte seinem Vater nach dessen Tod vom 24. Februar 1563 bis 23. Dezember 1588 als duc de Guise nach.

## Leben
Zu Beginn seiner militärischen Laufbahn diente Henri im Sold des Kaisers in Ungarn und auf dem Balkan gegen die Osmanen, danach, erfüllt von Rachegedanken wegen der Ermordung seines Vaters durch einen Hugenotten, nahm er an den Hugenottenkriegen, insbesondere am achten Hugenottenkrieg teil, auch Krieg der drei Heinriche genannt, und wurde zum Feind des Königs Heinrich III. von Navarra, der später als Heinrich IV. König Frankreichs wurde.
Als Guise 1570 um die Hand der Schwester Karls IX., Margarete von Valois, der späteren Frau seines Erzfeindes Heinrich von Navarra, anhielt, fiel er beim König in Ungnade. Er wusste sich allerdings zu rehabilitieren, indem er das Patenkind von Katharina von Medici, Catherine de Clèves, heiratete.
Auch in die Ereignisse um die Bartholomäusnacht, für die Karl kurz darauf die Verantwortung übernahm, waren er und seine Leute verwickelt, die kurz zuvor Admiral Coligny ermordet hatten. 1574 starb Karl, sein Bruder Heinrich III. bestieg den Thron und setzte die Politik seines Vorgängers fort.
In der Schlacht bei Dormans, die Henri gewann, zog er sich eine Gesichtsverletzung zu, was ihm, wie zuvor schon seinem Vater, den Beinamen Le Balafré eintrug, „der Vernarbte“. 1576 wurde er zum Führer der Heiligen Liga ernannt. Deren Waffengewalt erschreckte den König und dessen Mutter derart, dass sie am 6. Mai 1576 den Frieden von Beaulieu mit den Hugenotten schlossen. Henri konnte diesen jedoch erfolgreich anfechten und den König zum Beitritt zur Liga zwingen. Henri und sein Erzfeind Navarra standen sich daraufhin in zwei Kriegen auf dem Schlachtfeld gegenüber.
Als 1584 der letzte Bruder des Königs starb, rückte der Hugenotte Heinrich von Navarra, Schwager des Königs, nach salischem Recht „staatsrechtlich unanfechtbar“ an die erste Stelle der Thronfolge.
Henri de Guise versuchte, mit seiner Abstammung von Karl dem Großen seine Nachfolge durchzusetzen. Heinrich III. konterte mit dem Vertrag von Joinville, den auch Sixtus V. und Philipp II. unterschrieben, in dem er Karl von Bourbon zum Erben bestimmte. Heinrich von Navarra wurde vom Papst mit einer Bulle gebannt, Henri de Guise besetzte die Städte Toul und Verdun und schlug die Hugenotten entscheidend. Am 9. Mai 1588 zog er unter Zustimmung der Bevölkerung in Paris ein, wo er den König bedrängte. Dieser floh nach Blois.
Obwohl Henris Macht unangefochten war, schloss er einen Vergleich mit dem König, die Union von Rouen, in der Navarra der Thron verwehrt wurde. Der König gewann so Verbündete und ging eine Verschwörung gegen Henri de Guise ein. Am 23. Dezember 1588 bat Heinrich III. ihn unbewaffnet zu sich, wo ihn die Leibwache des Königs ermordete. Sein Bruder, der Kardinal Louis II. de Lorraine-Guise, wurde tags darauf, am 24. Dezember 1588, im Gefängnis hingerichtet. Man verbrannte beider Körper und warf die Asche in die Loire. Das Grabmal Henri I. de Lorraines befindet sich – ebenso wie das seiner Frau – in der Kapelle des Jesuitenkollegs von Eu.

## Ehe und Nachkommen
Henri de Lorraine, Duc de Guise, heiratete am 4. Oktober 1570 in Paris Catherine de Clèves (* 1548), Gräfin von Eu, Princesse de Château-Renault, Tochter von François’ I. de Clèves, Duc de Nevers, Comte d’Eu, und Marguerite de Bourbon, und Witwe von Antoine de Croy, Prince de Porcéan/Porcien. Das Paar bekam vierzehn Kinder:
- Charles (* Joinville 20. August 1571; † Cuna bei Siena 30. September 1640), 1588 4. Duc de Guise et Pair de France, 1571–1612 3. Prince de Joinville, 1633 8. Comte d’Eu et Pair de France, Souverain de Château-Renault, Gouverneur von Champagne, 1594 dann (im Tausch) von Provence, 1588–1594 Großmeister von Frankreich, Amiral du Levant, bestattet in Joinville; ⚭ 6. Januar 1611 Henriette Catherine de Joyeuse (* 8. Januar 1585 im Louvre; † 25. Februar 1656 ebenda), 1608–1647 5. Duchesse de Joyeuse, 1641–1654 Princesse de Joinville, Comtesse de Bouchage, bestattet im Kapuzinerkonvent Paris, Erbtochter von Henri de Joyeuse, 4. Duc de Joyeuse, Pair de France, Marschall von Frankreich, und Catherine de Nogaret de La Valette, Witwe von Henri de Bourbon, 3. Duc de Montpensier († 1608)
- Henri (* Paris 30. Juni 1572; † 3. August 1574[3])
- Catherine (+/† 3. November 1573)
- Louis (* 22. Januar 1575; † 21. Juni 1621 in Saintes), genannt le Cardinal de Guise, 1594 Abt von Saint-Denis und Montierender, 1601 Abt von Chaalis, 1600 Koadjutor und 1605 Erzbischof von Reims, Pair de France, 1612 Abt von Ourscamp, Cluny, Corbie, Châlons und Saint-Urbain, 1614[4] Kardinal, bestattet in der Kathedrale von Reims; ⚭ heimlich 4. Februar 1611[5] Charlotte des Essarts (* um 1580; † Paris kurz vor 11. Juli 1651), genannt Mademoiselle de La Haye, 1610 Comtesse de Romorantin, Dame de Sautour, bestattet in Paris, Tochter von François des Essarts, Seigneur de Sautour, und Charlotte de Harlay, Dame de Champvallon, Mätresse des Königs Heinrich IV., sie heiratete in zweiter Ehe François de L’Hospital, Seigneur du Hallier, Marschall von Frankreich († 20. April 1655)
- Charles (*/† 20. Januar 1576 in Paris)
- Marie (* 1. Juni 1577; † 1582), bestattet in der Kirche Saint-Jean-en-Grève in Paris
- Claude (* 5. Juni 1578 in Joinville; † 24. Januar 1657 in Paris), Prince de Joinville, 1612 Duc de Chevreuse, Pair de France, 1621 Großfalkner und 1622 Großkammerherr von Frankreich, Gouverneur de La Marche, Auvergne, Bourbonnais und Picardie, 1625 Ritter im Hosenbandorden, bestattet in der Kirche der unbeschuhten Karmeliten in Paris;  ⚭ 21. April 1622[6] Marie Aimée de Rohan, genannt Mademoiselle de Montbazon, Duchesse de Chevreuse (* Dezember 1600; † 12. August 1679[7] in der Prieuré de Saint-Fiacre in Gagny), bestattet in Gagny, Tochter von Hercule de Rohan, Duc de Montbazon, Pair de France, Comte de Rochefort, und Madeleine de Lenoncourt, Dame de Coupvray, Witwe von Charles d’Albert, Duc de Luynes, Pair de France, Connétable von Frankreich († 1621)
- Catherine (* 29. Mai 1579; † klein), bestattet in der Kirche der Filles-Dieu in Paris
- Christine (*/† 21. Januar 1580)
- François (* 14. Mai 1581; † 29. September 1582[8])
- Renée (* 1585; † 13. Juni 1626 in Reims), 1602 Äbtissin von Saint-Pierre de Reims, bestattet ebenda
- Jeanne (* 31. Juli 1586; † 8. Oktober 1638 in Jouarre), Priorin von Prouille, 1624 Äbtissin von Jouarre
- Louise Marguerite (* 1588; † 30. April 1631 auf Schloss Eu), Princesse de Château-Renault, Comtesse d’Eu, bestattet in Eu; ⚭ Schloss Meudon 24. Juli 1605 François de Bourbon, Duc et Prince de Conti (* 19. August 1558 in La Ferté-sous-Jouarre; † 3. August 1614 in Paris), Sohn von Louis de Bourbon, Duc d’Enghien, Prince de Condé, und Éléonore de Roye, Dame de Conti; 1615 Liaison mit François de Bassompierre, Marquis d’Haroué (* 12. April 1579 in Haroué; † 12. Oktober 1646 in Provins)
- François Alexandre (* postum 7. Februar 1589; † 1. Juni 1614 auf Schloss Les Baux durch das Bersten einer Kanone), genannt Chevalier de Guise, Malteserordensritter, Lieutenant-général der Artillerie im Regiment de Provence, bestattet in Saint-Trophime in Arles

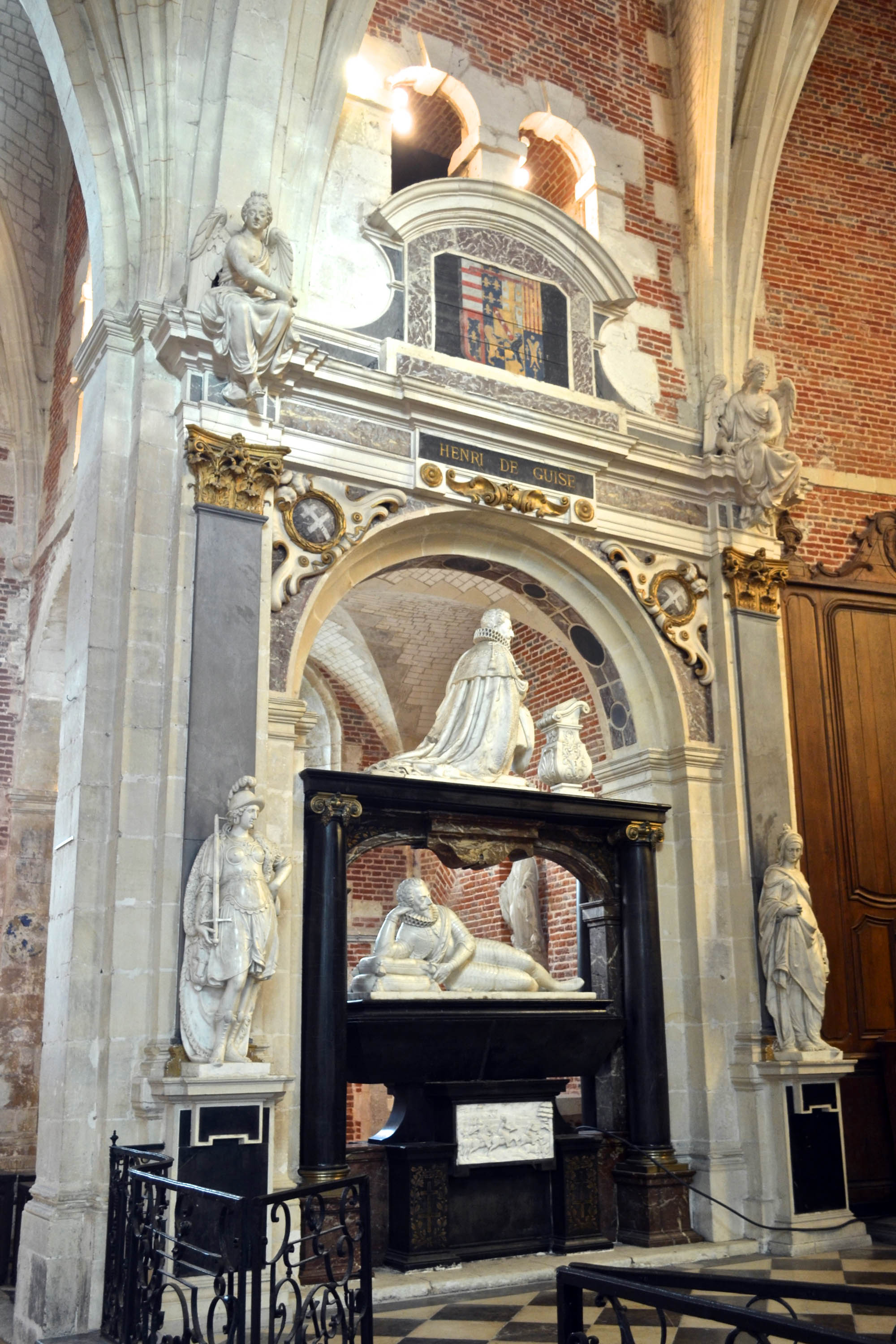
Grabmal in der Jesuitenkapelle von Eu

Catherine de Clèves starb am 11. Mai 1633 in Paris und wurde in Eu bestattet.

## Der Herzog von Guise in der zeitgenössischen Literatur
- Pierre Matthieu,’'La Guisiade'‘(1589)
- Christopher Marlowe,’'The Massacre at Paris'‘(1593)
- George Chapman,’'The Tragedy of Bussy D'Ambois'‘(1607)
- George Chapman,’' The Revenge of Bussy D'Ambois'‘(1613)
- John Dryden & Nathaniel Lee,’'The Duke of Guise'‘(1683)